# 坂东镇
坂东镇，古称居仁里、六都、玉文镇，隶属于中国福建省福州市闽清县，坐落于县境西南，总面积58平方公里，是闽清人口第二大镇、著名侨乡，拥有悠久的人文历史。坂东镇境内有7处省级或县级文物保护单位（居闽清各乡镇之首），闽东特色古民居林立，其中最有名的宏琳厝是全中国最大的单体古民居、国家AAA级景区和福建省文物保护单位。坂东镇人民政府驻政府路1号。

## 历史沿革
坂东地区在唐朝之前曾隶属于闽县、侯官县，贞元年间（792年—795年），时任福建觀察使王翃（795年升东都洛阳留守）析侯官县北十里置梅溪场。后梁乾化元年（911年）以梅溪场置梅溪县，同年改名闽清县，属福州。
宋朝时期，闽清县划分为2乡（奉政乡、永宁乡）10里，坂东地区为居仁里，隶属于永宁乡。元朝时期，永宁乡改称寿宁乡，后设立都级行政区划，居仁里与护仁里合并为居护仁里，分属五、六都，六都的管辖区域即为今坂东镇的大致范围。:63-66
明初，居护仁里重新分设，后六都有一部分归属奉政乡孝顺里管辖。至清朝，全县设2坊5乡，坂东地区为旌善乡。中华民国时期，坂东地区设六玉镇，后改称玉文镇，闽清县设立县辖区后，第二区区署设置在玉文镇湖头村。民国31年（1942年）7月，以六都地区为中心设立梅南区署，管辖玉文镇和合龙、龙峰、双芝等乡，其余乡镇直属于县。民国35年（1946年）5月，梅南区署撤销，玉文镇直属于县。:66-68
中华人民共和国成立后，玉文镇改称坂东镇。1950年，以坂东镇为中心设立坂东区，下辖坂东镇和10个乡，1958年1月撤区并乡后县辖区取消，同年8月因人民公社化改称坂东公社。1984年取消人民公社制度后，恢复坂东镇建制。:69-71

## 行政区划
坂东镇共辖1个居委会、27个行政村，分别是：
坂东社区、湖头村、六角村、朱厝村、坂中村、坂东村、溪西村、坜埔村、旗峰村、楼下村、文定村、下洋村、杨坂村、李坂村、坂西村、塘坂村、新壶村、林田村、前埔村、车墘村、墘上村、仁溪村、洪安村、贝兰村、限头村、仙下村、秋峰村和溪峰村。

## 地理与交通

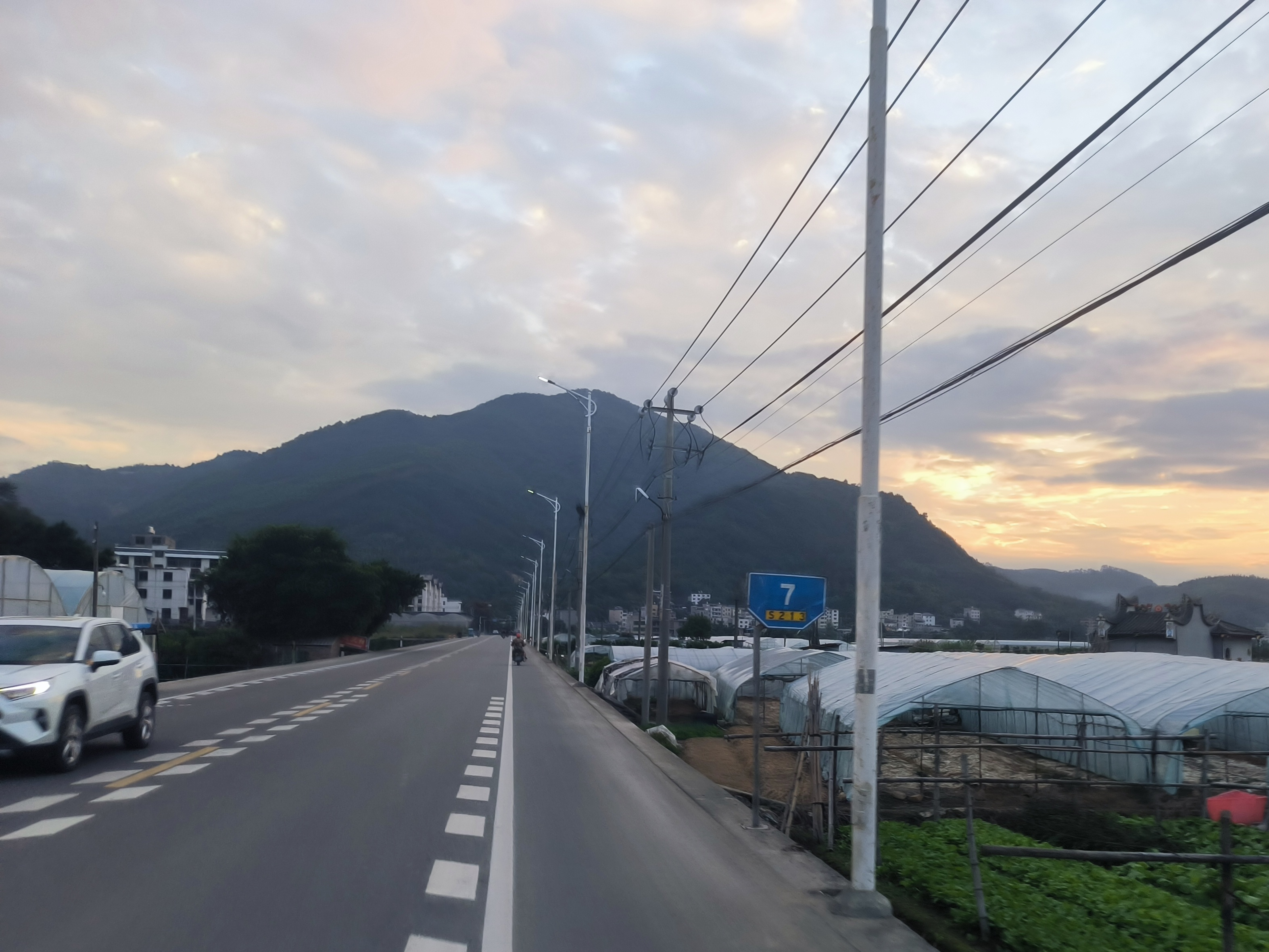
过境坂东镇的213省道

在58平方公里的坂东镇辖区中，约27平方公里是平原，31平方公里为山地和丘陵，古时因群山环绕而相对封闭；闽江支流梅溪流过坂东境内。
目前，福建省道中的 联一线和 横五线过境坂东镇，距离镇区最近的高速公路出口为 福银高速金沙镇出口。

## 文物保护单位
坂东镇是闽清县境内拥有最多文物保护单位的乡镇级行政区，拥有5处闽清县文物保护单位和2处福建省文物保护单位。:769
- 黄乃裳黄乃模墓，位于坂东镇湖头村，第三批文物保护单位，是著名爱国华侨、砂拉越“新福州”詩巫的开垦者黄乃裳和甲午海战中牺牲的致远舰副管带、黄乃裳三弟黄乃模，以及他们的父亲黄景岱的合葬墓。[8]
- 宏琳厝，俗称新壶里，第六批福建省文物保护单位，位于坂东镇新壶村，该古民居是目前中国最大的单栋建筑古民居。宏琳厝由药材商人黄祖嘉（1755年—1815年，字作宾，号寅轩）始建于清乾隆六十年（1795），并由其子黄宏琳建成于1823年，前后历时28年。
- 县级文物保护单位：
  - 坂西村：学龙厝
  - 新壶村：文泉书院、良衡厝
  - 墘上村：芝田宫、六叶祠

## 人口与地方名人
坂东镇黄姓人居多。当地的黄姓始祖是五代时期随闽国开国君主王审知入闽的将领黄敦，祖籍河南固始。黄敦育有六子，他们的后世开枝散叶，建立了六叶祠以供奉黄姓入闽始祖。民国时期，在黄乃裳的带领下，大量坂东人移民砂拉越的诗巫，在当地形成了海外最大的坂东人群体。
根据中华人民共和国第七次全国人口普查数据，2020年坂东镇常住人口为36,122人，占闽清全县人口的14.10%，是全县常住人口第二多的镇，仅次于县城梅城镇。
坂东镇出身的历史名人较多，例如福州历史上第一位文状元许将（祖籍闽清坂东）、湖里村出身的著名爱国华侨黄乃裳和清朝致远舰副管带黄乃模、新壶村出身的福建省立科学馆（今福建博物院前身）的创始人黄开绳等。

## 文化与教育
坂东当地的“十八坂”民俗活动发源于道光年间，迄今已有约200年历史，原是芝田宫一带的民俗活动，中华人民共和国时期改到坂东镇区举行，现已发展为集商贸、文化、旅游、经济全面开花的一个综合性集贸节。拥有全中国最大的单体古民居以及诸多具有闽东特色古民居的新壶村在2016年11月8日入选第四批中國傳統村落。
坂东镇最早的教育机构是乾隆四十八年（1783年）建立的文昌宫，系宏琳厝建造者黄祖嘉因县城文庙路途遥远，为了家中四子与族人方便读书而创办的私塾，嘉庆十六年（1811年）取名崇文学堂。光绪十五年（1889年），当地乡绅与闽清知县联合捐款倡建，更名为文泉书院，后屡经变迁发展为今闽清县第二中学。文泉书院旧址现位于校内，在2015年局部抢修，今成为闽清二中校史展览馆。